# Peugeot Typ 35
Der Peugeot Typ 35 ist ein frühes Automodell des französischen Automobilherstellers Peugeot, von dem von 1900 bis 1902 im Werk Audincourt 49 Exemplare produziert wurden.
Die Fahrzeuge besaßen anfangs einen Zweizylinder-Viertaktmotor eigener Fertigung, der im Heck liegend angeordnet war und über Kette die Hinterräder antrieb. Ab 1901 wurde ein Einzylindermotor stehend eingebaut. Der Motor leistete zwischen 4 und 8 PS.
Bei einem Radstand von 165 bis 244 cm betrug die Spurbreite 115 bis 190 cm. Die Karosserieform Lieferwagen mit geschlossenem Laderaum bot Platz für zwei Personen.